# 밀로역
밀로 (Milo) 역은 이탈리아 시칠리아 섬 카타니아의 카타니아 지하철에 속한 역이다.
2017년 3월 30일, 네시마-보르고 구간 개통식과 함께 역 개업식을 진행하였으며 일반 운행은 다음날부터 시작되었다. 역 상징색은 노란색이다.

## 위치
보르고 구의 밀로 로와 본테 로가 만나는 교차로에 위치해 있으며, 총 세 개의 출구 (계단 하나, 엘리베이터 둘)가 있다. 또 역외에 대규모 주차장이 지어져 있다. AMT에서 운영하는 BRT 1호선과 환승되며 이를 통해 대학/의료/과학 지구로 갈 수 있다. 이곳은 산타 소피아 로에 위치한 곳으로 카타니아 대학교와 산하 학과인 CUS, 공학부, 의학부 (대학병원), INFN 국립 남부연구소, 농학부가 위치해 있다.
그밖에도 산 루이지 병원, 엘레오노라 단조 가, 인제녜레 가, 란차 광장, 마드레 테레사 디 칼쿠타 공원 등의 명소가 근처에 있다.

## 시설
이 역에는 다음과 같은 시설이 있다.
- 장애인용 엘리베이터
- 에스컬레이터
- 감시카메라
- 매표기

## 환승
- ATM 버스 정류장 (BRT1, 940번)
- 주차장